# Baie du Centre
La baie du Centre est une baie secondaire de la baie Blanche au nord-ouest de la Grande Terre, principale île de l'archipel des Kerguelen des Terres australes et antarctiques françaises dans l'océan Indien.

## Géographie

### Caractéristiques
Orientée vers l'est, la baie du Centre est située au centre-est de la péninsule Loranchet et constitue le bras sud-ouest de la baie Blanche qui ouvre directement sur le golfe Choiseul et l'océan Indien. Elle est délimitée au nord par la pointe de l'anse du Phoque et au sud par la pointe du Centre. Large d'environ 3,3 km à son ouverture sur la baie Blanche – en moyenne de 1,5 km environ –, elle pénètre sur 7,5 km (en incluant la portion de port Matha) dans la péninsule Loranchet pour environ 13,4 km2 de superficie totale. Elle possède deux subdivisions que sont du nord au sud :
- Anse du Phoque, à l'ouverture de la baie
- Port Matha, au fond de la baie

Il existe deux mouillages dans la baie : dans l'anse du Phoque et en son extrémité à port Matha.
La baie du Centre est dominée au nord-ouest par le mont des Tempêtes et le mont Bourges (551 m) et au sud par le dernier sommet de la chaîne des Rois Mages, le mont Gaspard (522 m). Enfin, le lac des Trois Cantons s'y déverse directement par un court exutoire au niveau de port Matha.

### Toponymie
Le nom de la baie est donné par les pêcheurs anglo-américains qui la fréquentent et l'appelent Centre Bay à la fin du XVIIIe siècle ou au début du XIXe siècle en raison de sa position géographique. Présent sous cette appellation sur la carte du marin et écrivain anglais John Nunn en 1850, le nom est traduit en français.